# Райнульф Трінканот
Райнульф II Дренго на прізвисько Трінканот (†1048) — третій граф Аверський (1045—1048) з нормандської родини Дренго, двоюрідний брат другого графа Асклетина Дренго та племінник першого графа Райнульфа Дренго.
По смерті Асклетина виник спір з питання спадкування престолу Аверського графства. Сюзерен Аверси князь Салернський Гваймар IV намагався призначити свого кандидата, проте нормандські мешканці міста обрали Райнульфа, з чим Гваймар був змушений погодитись. У 1147 Райнульф був присутній на перемовинах між Гваймаром IV і князем Капуанським Пандульфом IV, внаслідок яких Пандульф знову отримав Капую.
Титул Райнульфа визнав імператор Священної Римської імперії Генріх III, який також прийняв у нього васальну присягу.
Після його смерті Аверський престол спадкував його син Герман.